# Liste der Nummer-eins-Hits in Irland (2021)
Dies ist eine Liste der Nummer-eins-Hits in Irland im Jahr 2021. Sie basiert auf den offiziellen Top 100 der irischen Single- und Albumcharts, die im Auftrag der Irish Recorded Music Association (IRMA) erstellt werden.

## Singles
| ← 2020 ← | Liste der Nummer-eins-Hits in Irland | Liste der Nummer-eins-Hits in Irland       | Liste der Nummer-eins-Hits in Irland | 2022 →                    |
| \| Zeitraum \| Wo. ges. \| Interpret \| Titel Autor(en) \| Zusätzliche Informationen \| \| (Zeitraum, Wochen auf Platz eins, Interpret, Titel, Autor[en], zusätzliche Informationen) \| \| \| \| \| \| ----------------------------------------------------------------------------------------- \| -------- \| ------------------------------------------ \| ----------------------------------------------------------------------------------------------------------------------------------------------------------------------------------- \| ------------------------- \| \| 1. Januar 2021 – 7. Januar 2021 1 Woche (insgesamt 2) \| 2 \| Meduza feat. Dermot Kennedy \| Paradise Dermot Joseph Kennedy, Luca De Gregorio, Mattia Vitale, Simone Giani, Joshua Alexander Grimmett, Connor Blake Manning, Daniel Caplen, Gerard David O’Connell, Wayne Hector \| – \| \| 8. Januar 2021 – 18. März 2021 10 Wochen \| 10 \| Olivia Rodrigo \| Drivers License Daniel Leonard Nigro, Olivia Rodrigo \| – \| \| 19. März 2021 – 25. März 2021 1 Woche \| 1 \| Tiësto \| The Business James Michael George Bell, Julia Christine Karlsson, Anton Rundberg, Tijs M. Verwest \| – \| \| 26. März 2021 – 1. April 2021 1 Woche \| 1 \| Justin Bieber feat. Daniel Caesar & Giveon \| Peaches Justin Drew Bieber, Giveon D. Evans, Bernard Alexander Harvey, Ashton D. Simmonds, Andrew Wotman \| – \| \| 2. April 2021 – 6. Mai 2021 5 Wochen \| 5 \| Lil Nas X \| Montero (Call Me by Your Name) Montero Hill, Denzel Baptiste, David Biral, Omer Fedi, Rosario Lenzo \| – \| \| 7. Mai 2021 – 20. Mai 2021 2 Wochen \| 2 \| Tion Wayne & Russ Millions \| Body Russ Millions, Tion Wayne \| – \| \| 21. Mai 2021 – 1. Juli 2021 6 Wochen \| 6 \| Olivia Rodrigo \| Good 4 U Daniel Leonard Nigro, Olivia Rodrigo \| – \| \| 2. Juli 2021 – 16. September 2021 11 Wochen \| 11 \| Ed Sheeran \| Bad Habits Edward Christopher Sheeran, Johnny McDaid, Frederick John Philip Gibson \| – \| \| 17. September 2021 – 21. Oktober 2021 5 Wochen \| 5 \| Ed Sheeran \| Shivers Edward Christopher Sheeran, Steven McCutcheon, Kal Lavelle, Johnny McDaid \| – \| \| 22. Oktober 2021 – 18. November 2021 4 Wochen (insgesamt 8) \| 8 \| Adele \| Easy on Me Gregory Allen Kurstin, Adele Laurie Blue Adkins \| – \| \| 19. November 2021 – 25. November 2021 1 Woche \| 1 \| Taylor Swift \| All Too Well (Taylor’s Version) Taylor Alison Swift, Liz Rose \| – \| \| 26. November 2021 – 23. Dezember 2021 4 Wochen (insgesamt 8) \| 8 \| Adele \| Easy on Me Gregory Allen Kurstin, Adele Laurie Blue Adkins \| – \| \| 24. Dezember 2021 – 6. Januar 2022 2 Wochen \| 2 \| Elton John & Ed Sheeran \| Merry Christmas Elton John, Edward Christopher Sheeran \| – \| |                                      |                                            | |                           |
| ← 2020 |                                      |                                            | | → 2022 →                  |
| Zeitraum | Wo. ges.                             | Interpret                                  | Titel Autor(en) | Zusätzliche Informationen |
| (Zeitraum, Wochen auf Platz eins, Interpret, Titel, Autor[en], zusätzliche Informationen) |                                      |                                            | |                           |
| 1. Januar 2021 – 7. Januar 2021 1 Woche (insgesamt 2) | 2                                    | Meduza feat. Dermot Kennedy                | Paradise Dermot Joseph Kennedy, Luca De Gregorio, Mattia Vitale, Simone Giani, Joshua Alexander Grimmett, Connor Blake Manning, Daniel Caplen, Gerard David O’Connell, Wayne Hector | –                         |
| 8. Januar 2021 – 18. März 2021 10 Wochen | 10                                   | Olivia Rodrigo                             | Drivers License Daniel Leonard Nigro, Olivia Rodrigo | –                         |
| 19. März 2021 – 25. März 2021 1 Woche | 1                                    | Tiësto                                     | The Business James Michael George Bell, Julia Christine Karlsson, Anton Rundberg, Tijs M. Verwest                                                                                   | –                         |
| 26. März 2021 – 1. April 2021 1 Woche | 1                                    | Justin Bieber feat. Daniel Caesar & Giveon | Peaches Justin Drew Bieber, Giveon D. Evans, Bernard Alexander Harvey, Ashton D. Simmonds, Andrew Wotman                                                                            | –                         |
| 2. April 2021 – 6. Mai 2021 5 Wochen | 5                                    | Lil Nas X                                  | Montero (Call Me by Your Name) Montero Hill, Denzel Baptiste, David Biral, Omer Fedi, Rosario Lenzo                                                                                 | –                         |
| 7. Mai 2021 – 20. Mai 2021 2 Wochen | 2                                    | Tion Wayne & Russ Millions                 | Body Russ Millions, Tion Wayne | –                         |
| 21. Mai 2021 – 1. Juli 2021 6 Wochen | 6                                    | Olivia Rodrigo                             | Good 4 U Daniel Leonard Nigro, Olivia Rodrigo | –                         |
| 2. Juli 2021 – 16. September 2021 11 Wochen | 11                                   | Ed Sheeran                                 | Bad Habits Edward Christopher Sheeran, Johnny McDaid, Frederick John Philip Gibson                                                                                                  | –                         |
| 17. September 2021 – 21. Oktober 2021 5 Wochen | 5                                    | Ed Sheeran                                 | Shivers Edward Christopher Sheeran, Steven McCutcheon, Kal Lavelle, Johnny McDaid                                                                                                   | –                         |
| 22. Oktober 2021 – 18. November 2021 4 Wochen (insgesamt 8) | 8                                    | Adele                                      | Easy on Me Gregory Allen Kurstin, Adele Laurie Blue Adkins | –                         |
| 19. November 2021 – 25. November 2021 1 Woche | 1                                    | Taylor Swift                               | All Too Well (Taylor’s Version) Taylor Alison Swift, Liz Rose | –                         |
| 26. November 2021 – 23. Dezember 2021 4 Wochen (insgesamt 8) | 8                                    | Adele                                      | Easy on Me Gregory Allen Kurstin, Adele Laurie Blue Adkins | –                         |
| 24. Dezember 2021 – 6. Januar 2022 2 Wochen | 2                                    | Elton John & Ed Sheeran                    | Merry Christmas Elton John, Edward Christopher Sheeran | –                         |

## Alben
| ← 2020 ← | Liste der Nummer-eins-Hits in Irland | Liste der Nummer-eins-Hits in Irland | Liste der Nummer-eins-Hits in Irland | 2022 →                    |
| \| Zeitraum \| Wo. ges. \| Interpret \| Titel \| Zusätzliche Informationen \| \| (Zeitraum, Wochen auf Platz eins, Interpret, Titel, zusätzliche Informationen) \| \| \| \| \| \| ------------------------------------------------------------------------------ \| -------- \| -------------- \| ------------------------------------ \| ------------------------- \| \| 4. Dezember 2020 – 11. Februar 2021 10 Wochen (insgesamt 27) \| 27 \| Dermot Kennedy \| Without Fear \| – \| \| 12. Februar 2021 – 18. Februar 2021 1 Woche \| 1 \| Foo Fighters \| Medicine at Midnight \| – \| \| 19. Dezember 2020 – 11. März 2021 12 Wochen (insgesamt 27) \| 27 \| Dermot Kennedy \| Without Fear \| – \| \| 12. März 2020 – 18. März 2021 1 Woche \| 1 \| Kings of Leon \| When You See Yourself \| – \| \| 19. März 2021 – 25. März 2021 1 Woche (insgesamt 27) \| 27 \| Dermot Kennedy \| Without Fear \| – \| \| 26. März 2021 – 15. April 2021 3 Wochen \| 3 \| Justin Bieber \| Justice \| – \| \| 16. April 2021 – 22. April 2021 1 Woche \| 1 \| Taylor Swift \| Fearless (Taylor’s Version) \| – \| \| 23. April 2021 – 29. April 2021 1 Woche \| 1 \| Imelda May \| 11 Past the Hour \| – \| \| 30. April 2021 – 6. Mai 2021 1 Woche (insgesamt 27) \| 27 \| Dermot Kennedy \| Without Fear \| – \| \| 7. Mai 2021 – 13. Mai 2021 1 Woche \| 1 \| Royal Blood \| Typhoons \| – \| \| 14. Mai 2021 – 20. Mai 2021 1 Woche (insgesamt 27) \| 27 \| Dermot Kennedy \| Without Fear \| – \| \| 21. Mai 2021 – 27. Mai 2021 1 Woche \| 1 \| J. Cole \| The Off-Season \| – \| \| 28. Mai 2021 – 15. Juli 2021 7 Wochen (insgesamt 21) \| 21 \| Olivia Rodrigo \| Sour \| – \| \| 16. Juli 2021 – 22. Juli 2021 1 Woche \| 1 \| Inhaler \| It Won’t Always Be Like This \| – \| \| 23. Juli 2021 – 29. Juli 2021 1 Woche (insgesamt 21) \| 21 \| Olivia Rodrigo \| Sour \| – \| \| 30. Juli 2021 – 5. August 2021 1 Woche \| 1 \| Dave \| We’re All Alone in This Together \| – \| \| 6. August 2021 – 12. August 2021 1 Woche \| 1 \| Billie Eilish \| Happier Than Ever \| – \| \| 13. August 2021 – 2. September 2021 3 Wochen (insgesamt 21) \| 21 \| Olivia Rodrigo \| Sour \| – \| \| 3. September 2021 – 9. September 2021 1 Woche \| 1 \| Kanye West \| Donda \| – \| \| 10. September 2021 – 23. September 2021 2 Wochen \| 2 \| Drake \| Certified Lover Boy \| – \| \| 24. September 2021 – 30. September 2021 1 Woche \| 1 \| Lil Nas X \| Montero \| – \| \| 1. Oktober 2021 – 7. Oktober 2021 1 Woche (insgesamt 21) \| 21 \| Olivia Rodrigo \| Sour \| – \| \| 8. Oktober 2021 – 14. Oktober 2021 1 Woche \| 1 \| The Script \| Tales from the Script: Greatest Hits \| – \| \| 15. Oktober 2021 – 21. Oktober 2021 1 Woche (insgesamt 21) \| 21 \| Olivia Rodrigo \| Sour \| – \| \| 22. Oktober 2021 – 28. Oktober 2021 1 Woche \| 1 \| Coldplay \| Music of the Spheres \| – \| \| 29. Oktober 2021 – 4. November 2021 1 Woche (insgesamt 21) \| 21 \| Olivia Rodrigo \| Sour \| – \| \| 5. November 2021 – 11. November 2021 1 Woche (insgesamt 5) \| 5 \| Ed Sheeran \| = \| – \| \| 12. November 2021 – 18. November 2021 1 Woche \| 1 \| ABBA \| Voyage \| – \| \| 19. November 2021 – 25. November 2021 1 Woche \| 1 \| Taylor Swift \| Red (Taylor’s Version) \| – \| \| 26. November 2021 – 6. Januar 2022 6 Wochen \| 6 \| Adele \| 30 \| – \| |                                      |                                      |                                      |                           |
| ← 2020 |                                      |                                      |                                      | → 2022 →                  |
| Zeitraum | Wo. ges.                             | Interpret                            | Titel                                | Zusätzliche Informationen |
| (Zeitraum, Wochen auf Platz eins, Interpret, Titel, zusätzliche Informationen) |                                      |                                      |                                      |                           |
| 4. Dezember 2020 – 11. Februar 2021 10 Wochen (insgesamt 27) | 27                                   | Dermot Kennedy                       | Without Fear                         | –                         |
| 12. Februar 2021 – 18. Februar 2021 1 Woche | 1                                    | Foo Fighters                         | Medicine at Midnight                 | –                         |
| 19. Dezember 2020 – 11. März 2021 12 Wochen (insgesamt 27) | 27                                   | Dermot Kennedy                       | Without Fear                         | –                         |
| 12. März 2020 – 18. März 2021 1 Woche | 1                                    | Kings of Leon                        | When You See Yourself                | –                         |
| 19. März 2021 – 25. März 2021 1 Woche (insgesamt 27) | 27                                   | Dermot Kennedy                       | Without Fear                         | –                         |
| 26. März 2021 – 15. April 2021 3 Wochen | 3                                    | Justin Bieber                        | Justice                              | –                         |
| 16. April 2021 – 22. April 2021 1 Woche | 1                                    | Taylor Swift                         | Fearless (Taylor’s Version)          | –                         |
| 23. April 2021 – 29. April 2021 1 Woche | 1                                    | Imelda May                           | 11 Past the Hour                     | –                         |
| 30. April 2021 – 6. Mai 2021 1 Woche (insgesamt 27) | 27                                   | Dermot Kennedy                       | Without Fear                         | –                         |
| 7. Mai 2021 – 13. Mai 2021 1 Woche | 1                                    | Royal Blood                          | Typhoons                             | –                         |
| 14. Mai 2021 – 20. Mai 2021 1 Woche (insgesamt 27) | 27                                   | Dermot Kennedy                       | Without Fear                         | –                         |
| 21. Mai 2021 – 27. Mai 2021 1 Woche | 1                                    | J. Cole                              | The Off-Season                       | –                         |
| 28. Mai 2021 – 15. Juli 2021 7 Wochen (insgesamt 21) | 21                                   | Olivia Rodrigo                       | Sour                                 | –                         |
| 16. Juli 2021 – 22. Juli 2021 1 Woche | 1                                    | Inhaler                              | It Won’t Always Be Like This         | –                         |
| 23. Juli 2021 – 29. Juli 2021 1 Woche (insgesamt 21) | 21                                   | Olivia Rodrigo                       | Sour                                 | –                         |
| 30. Juli 2021 – 5. August 2021 1 Woche | 1                                    | Dave                                 | We’re All Alone in This Together     | –                         |
| 6. August 2021 – 12. August 2021 1 Woche | 1                                    | Billie Eilish                        | Happier Than Ever                    | –                         |
| 13. August 2021 – 2. September 2021 3 Wochen (insgesamt 21) | 21                                   | Olivia Rodrigo                       | Sour                                 | –                         |
| 3. September 2021 – 9. September 2021 1 Woche | 1                                    | Kanye West                           | Donda                                | –                         |
| 10. September 2021 – 23. September 2021 2 Wochen | 2                                    | Drake                                | Certified Lover Boy                  | –                         |
| 24. September 2021 – 30. September 2021 1 Woche | 1                                    | Lil Nas X                            | Montero                              | –                         |
| 1. Oktober 2021 – 7. Oktober 2021 1 Woche (insgesamt 21) | 21                                   | Olivia Rodrigo                       | Sour                                 | –                         |
| 8. Oktober 2021 – 14. Oktober 2021 1 Woche | 1                                    | The Script                           | Tales from the Script: Greatest Hits | –                         |
| 15. Oktober 2021 – 21. Oktober 2021 1 Woche (insgesamt 21) | 21                                   | Olivia Rodrigo                       | Sour                                 | –                         |
| 22. Oktober 2021 – 28. Oktober 2021 1 Woche | 1                                    | Coldplay                             | Music of the Spheres                 | –                         |
| 29. Oktober 2021 – 4. November 2021 1 Woche (insgesamt 21) | 21                                   | Olivia Rodrigo                       | Sour                                 | –                         |
| 5. November 2021 – 11. November 2021 1 Woche (insgesamt 5) | 5                                    | Ed Sheeran                           | =                                    | –                         |
| 12. November 2021 – 18. November 2021 1 Woche | 1                                    | ABBA                                 | Voyage                               | –                         |
| 19. November 2021 – 25. November 2021 1 Woche | 1                                    | Taylor Swift                         | Red (Taylor’s Version)               | –                         |
| 26. November 2021 – 6. Januar 2022 6 Wochen | 6                                    | Adele                                | 30                                   | –                         |

## Jahreshitparaden
| ← 2020 ← | Liste der Nummer-eins-Hits in Irland | Liste der Nummer-eins-Hits in Irland | Liste der Nummer-eins-Hits in Irland | 2022 →   |
| \| Singles \| Position# \| Alben \| \| --------------------------------------------------------------------------------------------------------------------------------------------------------------------------------------------------- \| --------- \| ----------------------------------- \| \| Bad Habits Ed Sheeran Edward Christopher Sheeran, Johnny McDaid, Frederick John Philip Gibson \| 1 \| Sour Olivia Rodrigo \| \| Drivers License Olivia Rodrigo Daniel Leonard Nigro, Olivia Rodrigo \| 2 \| Without Fear Dermot Kennedy \| \| Good 4 U Olivia Rodrigo Daniel Leonard Nigro, Olivia Rodrigo \| 3 \| 30 Adele \| \| Levitating Dua Lipa , Clarence Coffee Jr., Sarah Hudson, Stephen Kozmeniuk \| 4 \| Future Nostalgia Dua Lipa \| \| Save Your Tears The Weeknd Abel Tesfaye, Ahmad Balshe, Jason Quenneville, Max Martin, Oscar Holter \| 5 \| = Ed Sheeran \| \| Heat Waves Glass Animals Dave Bayley \| 6 \| Greatest Hits Queen \| \| Stay The Kid Laroi & Justin Bieber Charlton Kenneth Jeffrey Howard, Justin Drew Bieber, Blake Slatkin, Charlie Puth, Magnus August Høiberg, Michael Mulé, Isaac De Boni, Omer Fedi, Subhaan Rahmaan \| 7 \| ABBA Gold – Greatest Hits ABBA \| \| Montero (Call Me by Your Name) Lil Nas X Montero Lamar Hill, David Charles Marshall Biral, Denzel Michael Akil Baptiste, Roy Lenzo, Omer Fedi \| 8 \| 50 Years – Don’t Stop Fleetwood Mac \| \| The Business Tiësto James Michael George Bell, Julia Christine Karlsson, Anton Rundberg, Tijs M. Verwest \| 9 \| Voyage ABBA \| \| Bed Joel Corry, Raye & David Guetta Joel Corry, Rachel Keen, David Guetta, Giorgio Tuinfort, Janée „Jin Jin“ Bennett, Lewis Thompson, Neave Applebaum \| 10 \| Fine Line Harry Styles \| |                                      |                                      |                                      |          |
| ← 2020 |                                      |                                      |                                      | → 2022 → |
| Singles | Position#                            | Alben                                |                                      |          |
| Bad Habits Ed Sheeran Edward Christopher Sheeran, Johnny McDaid, Frederick John Philip Gibson | 1                                    | Sour Olivia Rodrigo                  |                                      |          |
| Drivers License Olivia Rodrigo Daniel Leonard Nigro, Olivia Rodrigo | 2                                    | Without Fear Dermot Kennedy          |                                      |          |
| Good 4 U Olivia Rodrigo Daniel Leonard Nigro, Olivia Rodrigo | 3                                    | 30 Adele                             |                                      |          |
| Levitating Dua Lipa , Clarence Coffee Jr., Sarah Hudson, Stephen Kozmeniuk | 4                                    | Future Nostalgia Dua Lipa            |                                      |          |
| Save Your Tears The Weeknd Abel Tesfaye, Ahmad Balshe, Jason Quenneville, Max Martin, Oscar Holter | 5                                    | = Ed Sheeran                         |                                      |          |
| Heat Waves Glass Animals Dave Bayley | 6                                    | Greatest Hits Queen                  |                                      |          |
| Stay The Kid Laroi & Justin Bieber Charlton Kenneth Jeffrey Howard, Justin Drew Bieber, Blake Slatkin, Charlie Puth, Magnus August Høiberg, Michael Mulé, Isaac De Boni, Omer Fedi, Subhaan Rahmaan | 7                                    | ABBA Gold – Greatest Hits ABBA       |                                      |          |
| Montero (Call Me by Your Name) Lil Nas X Montero Lamar Hill, David Charles Marshall Biral, Denzel Michael Akil Baptiste, Roy Lenzo, Omer Fedi | 8                                    | 50 Years – Don’t Stop Fleetwood Mac  |                                      |          |
| The Business Tiësto James Michael George Bell, Julia Christine Karlsson, Anton Rundberg, Tijs M. Verwest | 9                                    | Voyage ABBA                          |                                      |          |
| Bed Joel Corry, Raye & David Guetta Joel Corry, Rachel Keen, David Guetta, Giorgio Tuinfort, Janée „Jin Jin“ Bennett, Lewis Thompson, Neave Applebaum | 10                                   | Fine Line Harry Styles               |                                      |          |